# Очеретино
Очере́тино (укр. Очере́тине)— посёлок в Покровском районе Донецкой области Украины.

## Название
Ойконим образован от украинского «очерет» — тростник.

## История
Очеретино основано в 1880 году в связи со строительством железной дороги и станции. Станция была открыта вместе с участком Екатерининской железной дороги Синельниково — Ясиноватая и была известна как пункт примыкания железной дороги на Горловку. Станция получила свое название от расположенной неподалеку балки Очеретина.
По состоянию на начало XX века Очеретино относилось к Скотоватской волости Бахмутского уезда Екатеринославской губернии. При станции находилась лесная пристань и 3-4 частных дома, занятых скупщиками хлеба, отправляющими ежегодно 500—600 вагонов. Станция выделялась значительной отправкой простой и огнеупорной глины, добываемой на крестьянских землях при селе Архангельском. Вблизи станции располагалось несколько селений и крупных помещичьих хозяйств. Из промышленных заведений наиболее значимым был механический кирпично-черепичный завод В. С. Молошко, находящийся в 4 верстах от станции. Завод ежегодно производил по полтора миллиона штук кирпича и черепицы. Возле завода располагался карьер строительного песчаника, из которого добывалось 1000—1500 пудов материала в год.
Перед революцией деятельность станции была сосредоточена на технической работе, штат работников состоял из трех десятков человек, площадь пассажирского здания и жилых домов составляла около 92 и 295 кв. саженей соответственно. На станции располагались арендные участки (13 шт. общей площадью 2400 кв. саженей), пакгаузы, крытые платформы, 6 гидравлических кранов.
169 жителей посёлка сражались против немецких захватчиков на фронтах Великой Отечественной войны, из них 78 человек пали на полях сражений, 121 — награждён орденами и медалями. На могилах воинов, погибших при освобождении посёлка, сооружены два памятника. В честь воинов-односельчан, «отдавших жизнь за освобождение родины от гитлеровцев», установлена мемориальная плита.
В мае 1995 года Кабинет министров Украины утвердил решение о приватизации находившегося в посёлке завода строительных материалов.

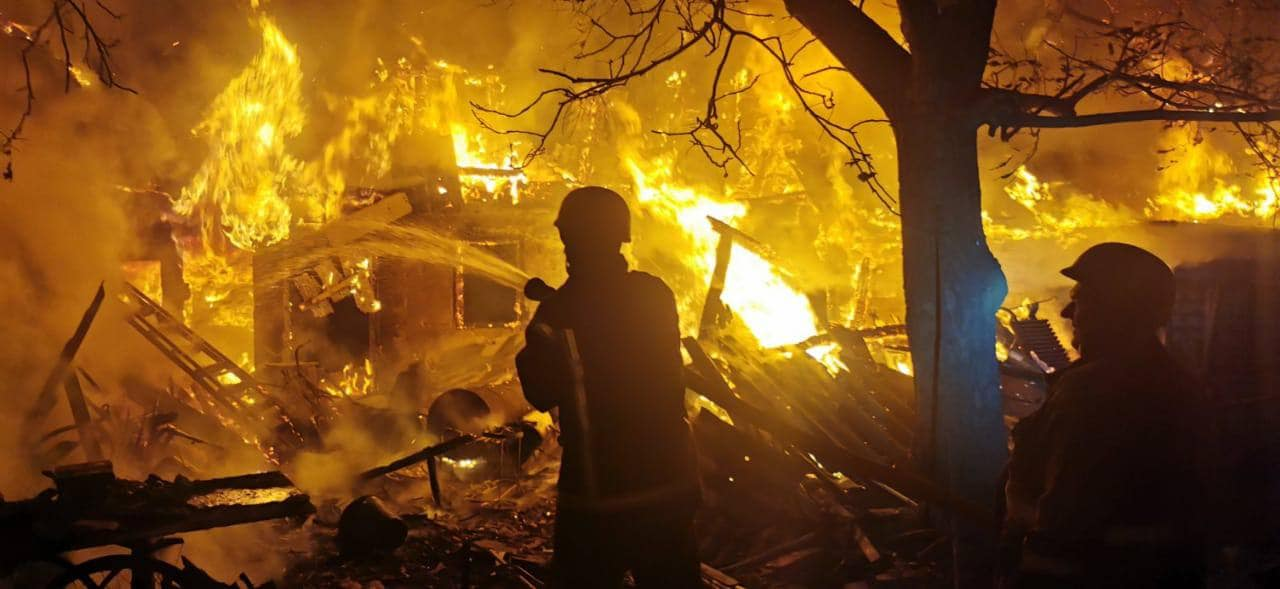
Пожар в Очеретино после обстрела 26 августа 2022 года во время российского вторжения

В ходе российского вторжения на Украину посёлок был полностью разрушен и в апреле 2024 года оккупирован ВС РФ.

## Население
В январе 1989 года численность населения составляла 4525 человек. По состоянию на 1 января 2013 года численность населения составляла 3686 человек, на 2019 год — 3474 человек.

## Промышленность
Предприятие «Евроминералы», кирпичный завод «Альтком», зернохранилище «Бета-Агро-Инвест», экспериментальный завод промышленных стройматериалов (прекратил существование).

## Транспорт
Через Очеретино проходит железнодорожная линия Донецк — Покровск, на которой расположена станция с пассажирским вокзалом. 10 октября 2023 года станция была разрушена в результате российского обстрела.

## Социальная сфера
В поселке есть больница, школа, детский сад, дворец культуры, газовая служба.

## Подчинённость
Поселковому совету подчинены населённые пункты Архангельское, Керамик, Новобахмутовка, Новокалиново, Сокол, Соловьёво. В 2015 году, из-за войны в Донбассе, пгт Очеретино стал районным центром Ясиноватского района.

## Религия
В Очеретино находится Свято-Ильинский храм Авдеевского благочиния Донецкой епархии Украинской православной церкви (Московского патриархата).

## Очеретинцы
- Мещеряков, Георгий Николаевич (1921—?) — бригадир шофёров, Герой Социалистического Труда.
- Моисеенко, Григорий Петрович (1912—1986) — Герой Социалистического Труда.